# Ibrahima Ndoye
Pour les articles homonymes, voir Ndoye.
 (mai 2011).
Si vous disposez d'ouvrages ou d'articles de référence ou si vous connaissez des sites web de qualité traitant du thème abordé ici, merci de compléter l'article en donnant les références utiles à sa vérifiabilité et en les liant à la section « Notes et références ».
Ibrahima Ndoye, né à Déni Birame Ndao (département de Rufisque, région de Dakar) le 5 octobre 1971, est un journaliste sénégalais. 

## Biographie

### Études et premiers postes (1991-1999)
Après l'obtention du baccalauréat en 1991, il est admis à l'Université Cheikh-Anta-Diop de Dakar (UCAD), à la Faculté des sciences juridiques. En octobre 1992, il réussit le concours d'entrée au Centre d'études des sciences de l'information, le CESTI, l'institut de formation de journalistes de l'UCAD. Après l'obtention du Diplôme supérieur de journalisme, il entame sa carrière au journal Le Témoin, un hebdomadaire d'informations générales où il a passé cinq années avant d'intégrer le groupe de presse COM 7 en décembre 1998 pour occuper les postes de chef du desk politique à la radio 7 FM et grand-reporter dans le quotidien INFO 7.

### Parcours en France et aux États-Unis (2000-2001)
Au bout d'un an, il poursuit en France sa formation à l'École internationale de création audiovisuelle et de réalisation (EICAR) de Paris. Il quitte la France en novembre 2000 pour les États-Unis, à Greensboro en Caroline du Nord.

### Retour au Sénégal (2001-...): journalisme et fonctions politiques
En mai 2001, il est recruté à la Radiodiffusion télévision sénégalaise (RTS) comme reporter, puis rédacteur en chef chargé des relations avec les institutions, conseiller du directeur général, rédacteur en chef chargé des rubriques Culture, Santé et Éducation, chef de la cellule Communication et Relations publiques, chef de département, affecté à l'Assemblée nationale auprès du président de l'institution, chargé de la cellule audiovisuelle. En même temps, il lui a été confié la direction de la Communication au niveau de la Coordination générale du la troisième édition du Festival mondial des Arts nègres.
Il a été nommé d'avril 2004 à août 2005, conseil en communication puis conseiller aux arts et à la culture du Premier Ministre du Sénégal. Depuis janvier 2011, il exerce les fonctions de directeur de la communication et de l'information, chargé des relations publiques au Conseil économique et social du Sénégal. Il a eu à travailler comme collaborateur étranger dans plusieurs journaux internationaux dont Amina, West Africa, Continental, etc. En 2012, il est nommé Conseiller spécial du Président de la République Macky Sall, qui vient d'être élu en mars 2012.
Il a été élevé au rang d'Ambassadeur de la paix par la Fédération internationale pour la paix mondiale en 2007.
En mars 2009, il est élu conseiller rural à Diender (département de Thiès, région de Thiès). 